# Consejo Regional Mapuche
El Consejo Regional Mapuche (CRM), llamado originalmente Consejo Regional Indígena IX Región, fue un organismo creado en 1976 por la dictadura del Presidente Augusto Pinochet como espacio de mediación institucional con la población mapuche de la región de La Araucanía. En términos institucionales operaba como un órgano asesor de la Intendencia de la Araucanía.

## Historia
En 1976 la dictadura militar chilena inicia el estudio de un proyecto de subdivisión y modernización de la propiedad rural mapuche, a partir del principio de propiedad privada. Este proceso genera la organización de algunos colectivos, como la Confederación Indígena de Chile, que con base en Santiago se manifiesta en contra de esta iniciativa.

Como respuesta a la Confederación, a la que se acusa de tener influencia marxista y no tener vínculos en La Araucanía, el 18 de noviembre de 1976 se da a conocer la existencia del Consejo Regional Indígena, el cual estaría conformado por representantes de las sociedades mapuches de las provincias de Valdivia, Cautín y Malleco, y sería el legítimo representante de los intereses mapuches de esos territorios. Este organismo es posteriormente acreditado como organismo asesor de la Intendencia de La Araucanía mediante la resolución exenta núm. 109 del 13 de agosto de 1977. Su primer presidente fue Alfonso Manquilef, y tuvo como objetivo realizar un diagnóstico sobre las condiciones de la población regional mapuche de la época, de forma de contribuir a la posterior política de subdivisión de tierras que se inicia en 1979 a través del DL N°2.568.Si bien nació para hacer frente a la división de los Títulos de Merced, careció de autonomía política, ya que sus decisiones dependieron casi en su totalidad del Gobierno militar. Un aspecto no menos importante, es que el CRM fue la primera organización mapuche que se organizó en dictadura, con anterioridad a los Centros Culturales Mapuche.
Formalmente el CRM no era una organización mapuche propiamente tal, pero sí actuó como si lo fuera. Se trató de un tipo de participación corporativa donde una parte de sus miembros eran funcionarios estatales, aunque a nivel comunal tal situación fue menor. No habían elecciones ni representación democrática en su interior, pero sí nominaciones desde la autoridad política de la época.
En 1979 la presidencia de la organización pasa a Mario Raymán, agricultor que en años anteriores había colaborado con la Unión Araucana. Otros líderes de este periodo fueron Sergio Liempi, Juan Neculmán, así como José Cayupi Navarro, quien había sido el último presidente de la histórica Corporación Araucana en 1969.
El CRM estuvo organizado en consejos provinciales y comunales, por lo menos en la región de la Araucanía. En la mayoría de los municipios de la región contó con oficinas donde atendían a la población mapuche. Abogaron por una “integración con identidad” con la sociedad chilena y apoyaron activamente la división de los Títulos de Merced. Su “presidente” más reconocido fue Mario Rayman Gacitúa, en cuya directiva también participaron José Manuel Lincoñir, Sergio Liempi y Juan Neculman. 
Entre 1978 y 1988 contó con una revista y un programa de radio, Pelom (del mapudungún: Luz), donde se divulgaban contenidos que integraban la cultura mapuche, espiritualidad tradicional y evangelismo pentecostal, contribuyendo de esa manera a la difusión de esa religión en la Araucanía. A partir de 1981 el CRM trabaja estrechamente con la Sociedad Araucana, organización mapuche formada el 1 de abril de ese año con lineamientos similares, pero con mayor autonomía del Estado.
La organización alcanzó su máximo apogeo en torno a 1984, cuando llegaron a conformar 29 consejos comunales en la Región de la Araucanía. Estos consejos tuvieron un importante rol en la aplicación del DL N°2.568, coordinando la subdivisión de comunidades indígenas durante este periodo, así como el posterior diseño e implementación de planes de desarrollo indígena para estos territorios.
En el plebiscito nacional de 1988 el voto en favor de la dictadura obtuvo un 54,05 % en la Araucanía. Sin embargo, a nivel nacional esta opción sólo alcanzó el 44 %, dando inicio al proceso de transición a la democracia y de desmantelamiento de las organizaciones vinculadas a la dictadura militar. En este marco, el CRM inició un rápido declive, realizando una última actividad simbólica el 17 de febrero de 1989, cuando distingue a Augusto Pinochet como ülmen füta longko (gran cacique) del pueblo mapuche. Ese mismo año la presidencia pasa de Mario Raymán a Francisco Epuleo, dejando de existir poco después.
Cabe mencionar, que, si bien la existencia y función del Consejo Regional Mapuche se da en el contexto del régimen cívico-militar en Chile, su fundación y operación manifiesta la necesidad de expresión y vinculación con el Estado y el poder político de un sector del mundo mapuche.

## Legado
El CRM ha sido tradicionalmente criticado desde las organizaciones mapuches que surgen en el marco de la transición a la democracia, y en particular de aquellas provenientes del tronco histórico de Ad-Mapu. En ese sentido, se le suele juzgar como una organización dependiente de la dictadura, carente de autonomía y de representatividad en el pueblo mapuche. Sin embargo, estudios posteriores han matizado este juicio tradicional, reconociendo el rol del CRM como un ente mediador a nivel regional, con un importante alcance territorial a mediados de la década de 1980, así como por su vocación en favor de una "integración con identidad " de la población mapuche a la nueva institucionalidad económica que se instalaba en el país.Dado su carácter:
1. No solo tuvo que ver con la división de los TM, sino que con todo lo relacionado con el mundo mapuche.
2. Logró levantar un programa que le permitió tener un horizonte propio. Dicho programa buscaba sacar al pueblo mapuche de la pobreza e integrarlo al desarrollo.
3. Del consejo Regional Mapuche es que nace la Sociedad Araucana (1981), organización que buscó realizar estudios que lograsen levantar propuestas para el desarrollo integral mapuche. Esto viéndose como una manera de no solo recibir órdenes y orientaciones -como en el caso del CRM- sino que adquiriendo cierta autonomía para proponer ideas y generar discusiones de estas.[3]

El Consejo Regional Mapuche se caracterizó por ser una organización por sobre todo integracionista para también desarrollista. Su objetivo principal fue trabajar para que el Pueblo Mapuche se desarrollara y saliera del estado de pobreza. También se afanó en intentar cambiar la educación impartida en las escuelas públicas, para que éstas no continuasen “chilenizando” a los mapuches y de este modo, se integrasen a la sociedad chilena pero con su propia cultura, es lo que llamaron integración con identidad. 
El último punto denota un proceso creciente de autonomía dentro del régimen dominante, en el contexto de la época, sin llegar a oponer resistencia u oposición al mismo, más bien, buscando posicionar los asuntos indígenas en un rol más protagónico.